# Executive One

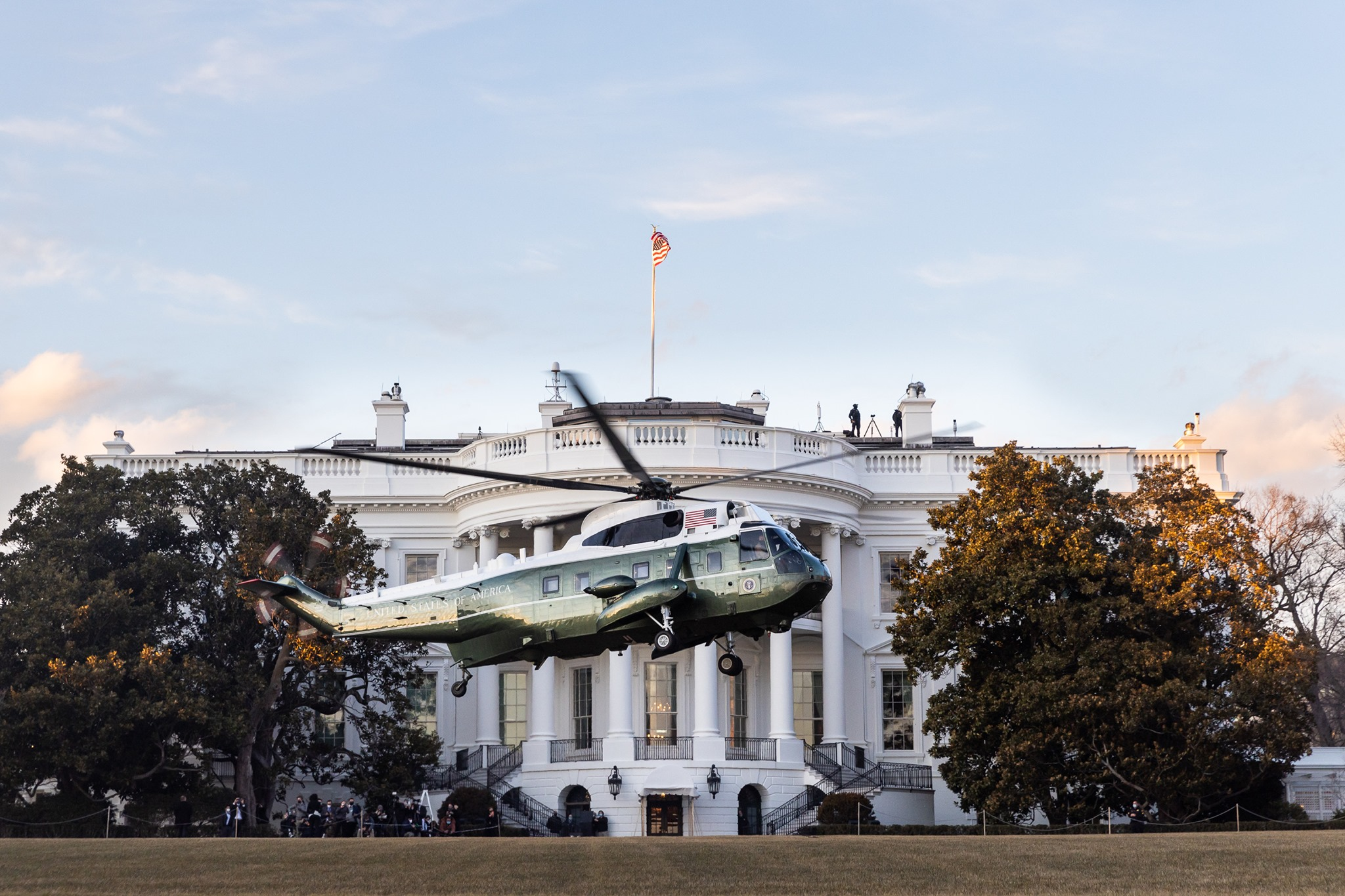

Executive One est l'indicatif d'appel désignant un aéronef civil américain, quand le président des États-Unis est à bord.

## Histoire
Pour ses transports aériens, le président voyage quasi exclusivement dans un avion de la flotte présidentielle gérée par le Groupe de transport présidentiel (Presidential Airlift Group), dépendant de la 89e escadre de transport aérien de la US Air Force (indicatif d'appel Air Force One) ou dans un hélicoptère de l'escadron HMX-1 du Corps des Marines (indicatif d'appel Marine One).
On trouve seulement deux cas de l'utilisation de l'indicatif Executive One :
- en 1973, quand le président Richard Nixon utilise un DC-10 d'United Airlines de l'aéroport international de Washington-Dulles jusqu'à l'aéroport international de Los Angeles pour « montrer l'exemple à la nation pendant la période actuelle de crise de l'énergie » et « montrer sa confiance dans les lignes aériennes ». Il est néanmoins suivi par sécurité par le Boeing 707 VC-137 présidentiel[2] ;

- le 20 janvier 2009, jour de l'investiture présidentielle de Barack Obama, un des hélicoptères présidentiels reçoit curieusement le code d'appel « Executive One » quand il emmène George W. Bush, dont le mandat vient juste de s'achever, du Capitole où ce dernier assiste à la prestation de serment de son successeur, à la base aérienne d'Andrews[3],[4],[5],[6],[7] pour prendre le Boeing 747 qui le ramène au Texas.

Si des membres de la famille du président sont à bord d'un aéronef civil, celui-ci peut prendre l'indicatif Executive One Foxtrot. Quand un aéronef civil transporte le vice-président des États-Unis, celui-ci est désigné par l'indicatif Executive Two et Executive Two Foxtrot s'il transporte des membres de la famille du vice-président.
Nelson Rockefeller est nommé comme vice-président en 1974, lorsque Gerald Ford accède à la présidence. Il possède son propre avion Gulfstream qu'il préfère au DC-9 qui est alors utilisé comme Air Force Two. Étant un avion privé, l'indicatif d'appel du Gulfstream est Executive Two quand Rockefeller est à bord pendant les deux années de sa vice-présidence.